# Mřičná
Mřičná är en ort i Tjeckien. Den ligger i den norra delen av landet, 90 km nordost om huvudstaden Prag. Mřičná ligger 420 meter över havet och antalet invånare är 473.
Terrängen runt Mřičná är platt åt sydost, men åt nordväst är den kuperad.Runt Mřičná är det ganska tätbefolkat, med 100 invånare per kvadratkilometer. Närmaste större samhälle är Jilemnice, 2,8 km öster om Mřičná. Omgivningarna runt Mřičná är en mosaik av jordbruksmark och naturlig växtlighet.